# Миццау, Аличе
Аличе Миццау (итал. Alice Mizzau, род. 18 марта 1993, Удине) — итальянская пловчиха, двукратная чемпионка Европы, призёр чемпионатов мира и Европы. Член сборной Италии по плаванию. Участница летних Олимпийских игр 2012 и 2016 годов.

## Спортивная карьера
Аличе Миццау родилась 18 марта 1993 года в Удине, в Италии. До 2009 года тренировалась в спортивном обществе «Союз плавания Фриули», позже переехала в Сан-Марино под руководством тренера Макса ди Мито. В 2015 году она переехала в Сабадель, чтобы тренироваться под руководством Фреда Вергну.
На молодёжном чемпионате Европы 2009 года она завоевала серебряную медаль в эстафете 4х100 м вольным стилем, уступив только четвёрке из Германии.
На чемпионатах Италии она обладатель золота и серебра в эстафете 4х100 м и 4х200 м на весеннем чемпионате 2011 года, бронзы в эстафете 4х50 м на летнем чемпионате 2011 года, бронзы на дистанции 100 м вольным стилем на зимнем чемпионате 2011 года, трёх серебряных медалей на весеннем чемпионате 2012 года.
В 2012 году на чемпионат Европы по плаванию, который состоялся в Дебрецене, Алиса смогла завоевать три медали разного достоинства. В эстафете 4х200 м вольным стилем вместе с подругами по итальянской команде стала чемпионкой Европы.
Вместе с партнёрами по команде на Олимпийских играх в Лондоне итальянские спортсменки устанавливает рекорд Италии в эстафете 4х100 м вольным стилем, показав время 3:39,74, и заняли итоговое 12-е место.
В 2014 году на чемпионате мира по плаванию на короткой воде эстафетная итальянская четвёртка 4х100 м вольным стилем у женщин завоевала бронзовую медаль турнира. На чемпионате Европы в Берлине Миццау второй раз стала чемпионкой Европы в эстафете 4х200 м вольным стилем.
На чемпионате мира 2015 года в Казани, Алиса Миццау вместе с итальянской командой завоёвывает серебряную медаль в эстафетном заплыве 4х200 м вольным стилем.
В 2016 году на летних Олимпийских играх Алиса вновь выступила в составе итальянской эстафетной четвёртки. На дистанции 4х200 м вольным стилем итальянки были только 13-е.